# 钝尾拟天竺鲷
钝尾拟天竺鲷（学名：Pseudamia amblyuroptera）为輻鰭魚綱天竺鲷科拟天竺鲷属的鱼类。分布于印度西太平洋區，包括新加坡、爪哇島、婆羅洲、菲律賓、摩鹿加群島、新幾內亞、所羅門群島、帛琉等海域，深度0至30公尺，本魚體延長，體稍側扁，眼大、口大且斜裂，頜齒細小，鋤骨和腭骨通常具齒，舌上無齒，鰓蓋骨後緣棘不發達，體被小圓鱗，身體呈半透明灰色，胸部和腹部呈淺金色，頭上有大小不一的棕色斑點，金色的鰓蓋，有密集的黑色斑點，形成寬闊的深色條紋，尾鰭基部有一個大而圓的深褐色斑點，前鼻孔有較長的、色素較深的膜狀瓣，上顎後半部幾乎為白色，通常在上顎骨側面有一小塊黑點，第二背棘最長，背鰭2個，尾鰭尖形，背鰭硬棘7枚、背鰭軟條8枚、臀鰭硬棘2枚、臀鰭軟條9-10枚，體長可達8.5公分，棲息在水淺的紅樹林出海口、海草床或潟湖，屬肉食性，生活習性不明。该物种的模式产地在Aldabra。